# Jeff Anderson (chính khách)
Jeff Anderson (sinh ngày 2 tháng 3 năm 1977) là một chính khách người Mỹ, cựu chiến binh nghĩa vụ quân sự, điều hành doanh nghiệp và chủ doanh nghiệp nhỏ. Iron Ranger thế hệ thứ tư ra tranh cử tại khu vực quốc hội số 8 của Minnesota, thua Rick Nolan vào tháng 8 năm 2012. Anderson đã làm việc cho Hạ viện Hoa Kỳ với tư cách là Giám đốc của Nghị sĩ Rick Nolan kể từ tháng 1 năm 2013.

## Tuổi thơ, giáo dục và sự nghiệp
Anderson được sinh ra với Brian và Virginia Anderson vào ngày 2 tháng 3 năm 1977 và lớn lên tại Ely, Minnesota, và tốt nghiệp trường trung học Ely Memorial năm 1995. Khi còn học trung học, ông làm việc cho đài phát thanh WELY ở Ely, được sở hữu bởi nhà truyền hình huyền thoại Charles Kuralt. Sau khi tốt nghiệp, Anderson nhập ngũ vào Lực lượng Vệ binh Quốc gia Minnesota và ghi danh vào Đại học Bemidji State. Sau đó, ông chuyển đến Đại học Minnesota Duluth, nơi ông học ngành khoa học chính trị và báo chí.
Khi còn học đại học, Anderson làm trợ lý sản xuất và thực tập báo cáo cho KDLH-TV.  He also was a morning show host on WWAX từ 1997 đến 1999. Từ 1999 đến 2011, Anderson làm giám đốc điều hành quảng cáo và tổng giám đốc bán hàng nhóm tại Red Rock Radio. Ông rời đài phát thanh vào năm 2011 để tranh cử Quốc hội.
Anderson, người đồng tính công khai, là người LGBT công khai đầu tiên từng được bầu vào hội đồng thành phố của Duluth.

## Sự nghiệp chính trị
Anderson được bầu vào một vị trí lớn trong Hội đồng thành phố Duluth năm 2007. Ông trở thành Phó chủ tịch Hội đồng vào năm 2009 và Chủ tịch năm 2010. Ông từng là Uỷ viên của Cơ quan phát triển kinh tế Duluth bắt đầu vào năm 2008 và là chủ tịch của điều đó  cơ thể vào năm 2009.
Nghị viên Anderson được Duluth News Tribune công nhận năm 2010 là người nhận giải thưởng "20 Under 40". Giải thưởng này vinh danh công việc và đóng góp của những người dưới 40 tuổi giúp cộng đồng Duluth trở nên tuyệt vời.
Ông cũng đã hỗ trợ cho vô số các chiến dịch trên khắp miền bắc Minnesota. Những người mà ông đã làm việc bao gồm Thượng nghị sĩ Hoa Kỳ Paul Wellstone, Amy Klobuchar, và Al Franken, Dân biểu Jim Oberstar, Thượng nghị sĩ bang Roger Reinert và Dave Ten Eyck, Đại diện bang Thomas Huntley, Mary Murphy, và Erik Simonson, Ủy viên quận St. Louis, Frank Jewell, Bill Kron, Tom Rukavina, Luật sư quận St. Louis Mark Rubin, Thị trưởng Ely Roger Skraba, Thị trưởng Duluth Don Ness và Ủy viên hội đồng thành phố Duluth Dan Hartman và Greg Gilbert.

### Tour du lịch thủ đô
Bắt đầu từ năm cuối cấp ba, Anderson đã tổ chức và lãnh đạo các nhóm học sinh trường trung học Ely trong các chuyến tham quan Tòa nhà Quốc hội.  Vào thời điểm đó, hơn 1.000 sinh viên đã thực hiện chuyến đi đến Washington và gặp gỡ các quan chức được bầu của liên bang.

### Đấu thầu quốc hội 2012
Vào tháng 5 năm 2011, Anderson đã công bố kế hoạch của mình để tranh cử vào Quốc hội tại khu vực quốc hội thứ 8 của bang Minnesota.
Anderson đã nhận được sự hỗ trợ đáng kể trong cả Duluth và Iron Range, bao gồm cả sự chứng thực của Duluth News Tribune và Mesabi Daily News nhưng đã thua Nolan trong tháng 8 năm 2012.
Anderson đã từng là Giám đốc quận của Rick Nolan kể từ tháng 1 năm 2013. Anderson và ông xã Jason Vincent, sở hữu nhà hàng Vanilla Bean ở Two Harbours, Minnesota.